# 진평부정
진평부정 이승경(晋平副正 李承慶, 1598년 ∼ 1658년)은 조선중기의 왕족으로 덕흥대원군의 증손이며, 익성군 이향령(益城君 李享齡)의 4남이다.

## 생애
조선중기의 왕족으로 본관은 전주, 휘는 승경(承慶)이다. 덕흥대원군의 증손이며, 선조의 백형 하원군의 손자이다. 아버지는 익성군 이향령(益城君 李享齡)이고, 어머니는 군수(郡守) 진주인(晋州人) 소수(蘇遂)의 딸로 진주군부인 소씨(晋州郡夫人 蘇氏)이다.
부인은 감역(監役) 부안인(扶安人) 임영(林英)의 딸로 신인 부안임씨(愼人 扶安林氏)이다.
익성군의 4남으로 무술(戊戌) 1598년(선조 31) 4월 17일 탄생하였다. 진평부정(晋平副正)에 책봉되었다.
1612년(광해 4) 대북파가 소북파를 제거하기 위해 일으킨 김직재 옥사(金直哉 獄事, 임자옥사) 때 동복형 진릉군 이태경(晋陵君 李泰慶)을 왕으로 추대하였다는 대북파 이이첨(李爾瞻)의 모함을 받아 이때 온 가족이 연좌되어 정배되고, 진평부정은 흥양(興陽)에 정배되었다.
인조 즉위 후 신원되고, 1639년(인조 17) 6월 5일 창선대부(彰善大夫) 진평부정(晋平副正)에 책봉되었다.
1641년(인조 19) 12월 2일 파직되었다가 서용(敍用)되고, 무술(戊戌) 1658년(효종 9) 12월 23일 향년 61세로 별세하여 충남 논산시 은진면 선영 해좌에 예장하였다.

## 가족관계
- 아버지 : 익성군 이향령(益城君 李享齡)
- 어머니 : 진주군부인 소씨(晋州郡夫人 蘇氏), 군수(郡守) 진주인(晋州人) 소수(蘇遂)의 딸.
- 부인 : 신인 부안임씨(愼人 扶安林氏, 1600년 - 1671년), 감역(監役) 부안인(扶安人) 임영(林英)의 딸.
- 후실 : 신인 광주박씨(愼人 光州朴氏, 1599년 - 1692년), 이름은 춘화(春花)이고, 자감참봉(資監參奉) 광주인(光州人) 박계선(朴啓先)의 딸.
  - 아들 : 이광한(李光漢)